# Frontera entre Ghana i el Togo
La frontera entre Ghana i el Togo és la línia fronterera en sentit est-oest, alineada al sentit dels meridians, que separa l'oest de Ghana de l'est del Togo a l'Àfrica central, separant les regions ghanesess de Superior Oriental, Septentrional i Volta, de detes les regions de Togo. Té 877 km de longitud. Comença al nord al trifini Togo-Ghana-Burkina Faso. Va baixant cap al sud per les proximitats del llac Volta i la ciutat de Ho a la part ghanesa i, cap a la part togolesa, Kpalimé i Mount Agou. L'extrem sud de la frontera acaba vora la capital togolesa, el port de Lomé, al golf de Guinea juntament amb paral·lel 6° nord.

## Història
La seva creació data de la Primera Guerra Mundial, a l'època on la colònia alemanya de Togoland fou ocupada després de dos anys de guerra pels exèrcits francès i britànic, es repartiren el territori en dues zones d'administració, el 27 de desembre de 1916. Després de la desfeta alemanya la Societat de Nacions va atribuir com a mandats de classe B aquests territoris als dos països: el Togo oriental per França i el Togo occidental pel Regne Unit.
El 1960, l'antiga Togoland va obtenir la seva independència: el Togo Francès esdevingué República togolesa, mentre que Togolàndia fou integrat a Ghana. Tanmateix, això no ha evitat algunes disputes frontereres entre ambdós països.